# Zjawisko umkehr (ozon)
Zjawisko umkehr (zjawisko odwrócenia) –  obserwowana zmiana stosunku intensywności promieniowania rozproszonego dla różnych długości fali w ultrafiolecie w zależności od wysokości ozonosfery i kąta zenitalnego Słońca. Efekt odwrócenia jest wykorzystywany w pomiarze rozkładu pionowego ozonu w atmosferze. Pomiaru umkher dokonuje się zazwyczaj w czasie zachodu Słońca. Efekt odwrócenia odkryty został w 1931 roku przez Götza. Metoda znalezienia rozkładu ozonu została opracowana w 1934 roku przez Götza, Dobsona i Meethama.
Zjawisko odwrócenia zależy od intensywności promieniowania rozproszonego (które zależy od ciśnienia) i od absorpcji promieniowania przez warstwę ozonu.